# Zapole (Radwanków Szlachecki)
Zapole – nieoficjalna część wsi Radwanków Szlachecki w Polsce, położona w województwie mazowieckim, w powiecie otwockim, w gminie Sobienie-Jeziory.